# 백공산 철관
백공산 철관 (白公山鐵管)은 하이시 몽골족 티베트족 자치주, 칭하이성, 중국에 약 40km 남서 더링하의 백공산 근처에서 발견된 철관 같은 특징의 물건들이다.
15만년전 나무가 퇴적을 겪으며 깊은 지층 속으로 묻혀 느슨한 목질부는 점차 썩고 썩지 않는 나무의 체관부에 철 성분이 흡착되어 파이프의 형태를 갖추게 되었다.